# Hacı, İpsala
Hacı là một thị trấn thuộc huyện İpsala, tỉnh Edirne, Thổ Nhĩ Kỳ. Dân số thời điểm năm 2011 là 1.458 người.